# Марио Лопес
Марио Лопес (на английски: Mario López) е американски актьор, телевизионен водещ и продуцент.

## Биография
Роден е на 10 октомври 1973 г. в Сан Диего.
Започва кариерата си още като дете през 1980-те с малки роли в телевизионни сериали. Придобива популярност с ролята си на телевизионния сериал „Спасени от звънеца“ (Saved By The Bell). Завършва гимназия през 1991 г., след което продължава кариерата си на актьор.
През 2006 г. участва в реалити предаването „Да танцуваш със звездите“ (Dancing With the Stars), където завършва на второ място. Той е водещ на няколко телевизионни предавания, включително Мис Америка. Прави дебюта си на Бродуей през 2008 г.

## Частична филмография
- 1997 – „Да убием господин Грифин“ (Killing Mr. Griffin)
- 2005 – „Алоха, Скуби-Ду!“ (Aloha, Scooby-Doo)
- 2007 – „Коледа в белезници“ (Holiday in Handcuffs)
- 2008 – „Съпруг под наем“ (Husband for Hire)
- 2010 – „Секс, наркотици и Лас Вегас“ (Get Him to the Greek)
- 2011 – „Хъни 2“ (Honey 2)
- 2013 – „Смърфовете 2“ (The Smurfs 2)